# أنخيل توريس
أنخيل توريس (بالإسبانية: Ángel Torres) (8 مايو 1952 - ) هو لاعب كرة قدم كولومبي في مركز الهجوم، شارك في الألعاب الأولمبية الصيفية 1972. ولعب مع ديبورتيفو كالي.

## وصلات خارجية
- أنخيل توريس على موقع قاعدة بيانات كرة القدم.إي يو (الإنجليزية)
- أنخيل توريس على موقع أوليمبيديا (الإنجليزية)